# Polyascomyces trichophyae
Polyascomyces trichophyae är en svampart som beskrevs av Thaxt. 1900. Polyascomyces trichophyae ingår i släktet Polyascomyces och familjen Laboulbeniaceae.  Arten är reproducerande i Sverige. Inga underarter finns listade i Catalogue of Life.